# Château du Piple
Le château du Piple est un château dont l'état actuel date de 1850, situé dans le bois du Piple, à Boissy-Saint-Léger, dans le Val-de-Marne, en île-de-France, voisin du bois du Petit-Val de Sucy-en-Brie et du château de Grosbois.

## Histoire
Il a été conçu par l'architecte Vestier, l'architecte paysagiste René-Edouard André et l'ébéniste Fourdinois.
Il a appartenu à Charles Louis Schulmeister, un espion de Napoléon Bonaparte d'origine prussienne, qui le revend au banquier d'origine suisse, Jean-Conrad Hottinguer en 1819. Ce dernier y décède en 1841, et son fils Rodolphe Hottinguer en prend la succession.

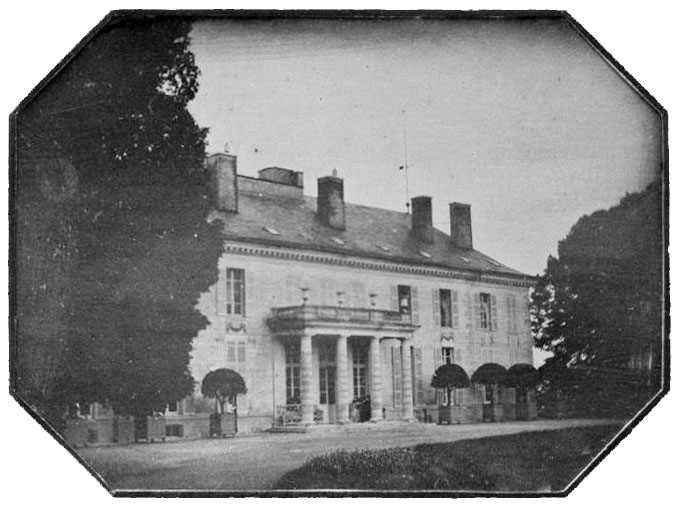
Le Château du Piple en 1843

Les façades et toitures du château et de l'orangerie, les grand et petit salons du rez-de-chaussée avec leur décor et la fontaine saint-Babolien sont inscrits au titre des monuments historiques par arrêté du 29 octobre 1975.
Il est dorénavant une copropriété privée,  l'ancienne ferme, l'orangerie et le château ayant été réhabilités en appartements.